# جامعة القضارف
جامعة القضارف هي جامعة سودانية تأسست في عام 1994 في مدينة القضارف في السودان.

## تاريخ
في العام 1991 نشأت جامعة الشرق(سابقاً) ، والتي تم تقسيمها إلى ثلاث جامعات هي:
- جامعة كسلا
- جامعة القضارف
- جامعة البحر الأحمر

## أهدافها
تعمل الجامعة من أجل تاكيد هوية الأمة وتأهيلها عبر الاهتمام بالبيئة السودانية بصفة عامة وبيئة ولاية القضارف بصفة خاصة وتأهيل الكادر القادر على ترقيتها والمساهمة في حل قضايا الولاية المتعلقة بالتنمية والبيئة والصحة وغيرها من المجالات.

## البداية
بدأت الجامعة بكلية الاقتصاد والعلوم الإدارية في مايو / أيار 1992 م، تلتها بقية الكليات ليصبح عدد الكليات الكلي تسعة وهي :
1. كلية الطب والعلوم الصحية : تمنح درجة بكالريوس مع مرتبة الشرف في الطب والجراحة في ستة سنوات، تمنح درجة بكالريوس في علوم التمريض في اربع سنوات
2. كلية علوم المختبرات (منطقة القضارف): تمنح درجة بكالريوس مع مرتبة الشرف في علوم المختبرات الطبية في خمس سنوات في التخصصات (الكيمياء السريرية – الاحياء الدقيقة الطبية – علم الدم والمناعة الدموية – الانسجة والخلايا –الطفيليات الطبية والحشرات الطبية )
3. كلية العلوم الزراعية والبيئية (منطقة القضارف): تمنح درجة البكالريوس مع مرتبة الشرف في خمس سنوات في التخصصات (علوم المحاصيل - الهندسة الزراعية - الإنتاج الحيواني - الاقتصاد الزراعى)
4. كلية التربية : تمنح درجة البكالريوس مرتبة الشرف في التربية والعلوم في أربع سنوات للقسم العلمي في التخصصات (كيمياء / احياء – احياء/ كيمياء -رياضيات / فيزياء) و مرتبة الشرف والاداب في القسم الادبي في التخصصات (لغة إنجليزية، لغة عربية / دراسات اسلامية، جغرافيا / تاريخ) و درجة البكالريوس مرتبة الشرف في برنامج التعليم لمرحلة الاساس
5. كلية الاقتصاد والعلوم الإدارية ( منطقة القضارف ): تمنح درجة بكالريوس مع مرتبة الشرف في خمس سنوات في العلوم الإقتصادية والإجتماعية التخصصات ( الاقتصاد – الإحصاء والدراسات السكانية - الاجتماع والانثروبولوجيا - العلوم السياسية والعلاقات الدولية ) وبكالريوس مرتبة الشرف في خمس سنوات في العلوم الإدارية في التخصصات ( إدارة الأعمال – المحاسبة والتمويل )
6. كلية الشريعة والدراسات الإسلامية : تمنح الكلية البكالريوس في أربع سنوات في تخصص الشريعة والقانون
7. كلية العلوم البيطرية (منطقة الشواك) تمنح درجة البكالريوس في العلوم البيطرية.
8. كلية علوم الحاسوب وتقانة المعلومات: تمنح درجة بكالريوس مع مرتبة الشرف في خمس سنوات التخصصات (علوم الحاسوب - تقانة المعلومات).
9. كلية الهندسة والعمارة (القضارف):- تمنح الكلية درجة البكالريوس في التخصصات ( الهندسة الكهربائية – الهندسة المدنية - الهندسة الميكانيكية) [5]

كما تضم الجامعة برامج للدبلومات التقنية(نظام السنتين والثلاث سنوات) في تخصصات إدارة الأعمال، الدراسات المصرفية، المحاسبة والتمويل، تقنية المعلومات، علوم الحاسوب وتنمية المجتمع بكلية الاقتصاد والعلوم الإدارية بالإضافة إلى تخصصات التمريض العالي بكلية الطب والعلوم الصحية ورياض الأطفال بكلية التربية.

## مدينة القضارف الرقمية
دعمت مدينة القضارف الرقمية الجامعة في مجال التعليم الإلكتروني  بتأسيس معامل إلكترونية ووحدات مكتية.
ساعدت المدينة الرقمية في مشروع المدارس الذكية ومهارات الاوراكل بالتعاون مع هيئة الإبداع العلمي بالخرطوم، كما دعمت الجامعة بوحدة علاج عبر الإنترنت